# Паю, Антс
Антс Паю (10 сентября 1944 — 28 июня 2011) — эстонский политик, советский и эстонский журналист, спортсмен и лесной инженер, депутат VIII Рийгикогу.

## Биография
Антс Паю родился в деревне Тамси волости Паюси Вильяндиского уезда (ныне Пылтсамааская волость Йыгеваского уезда). В 1949 году в возрасте четырёх лет он был депортирован с семьёй в Сибирь советскими властями. В 1955 году во время хрущевской оттепели семье было разрешено вернуться в Эстонию. В 1963 году окончил среднюю школу в Пылтсамаа, а в 1970 году — Эстонскую сельскохозяйственную академию (ныне Эстонский университет естественных наук) по специальности «инженер-лесотехник».
С 1974 по 1990 год — член КПСС. В 1979 году окончил Ленинградскую высшую партийную школу по специальности журналистика.
Заниматься спортом начал в 1957 году. Под руководством Ахто Тальвинга тренировался как бегун на средние дистанции, позже тренировался в основном в толкании ядра и метании диска. В 1970 году он стал чемпионом легкоатлетической ассоциации по метанию диска, а в 1972 году — по толканию ядра. В 1972 году он выиграл серебряную медаль на чемпионате Эстонии по легкой атлетике, а в 1973 году бронзовую медаль. Паю выступал за сборную Эстонии с 1972 по 1973 год.
В качестве журналиста работал c 1979 по 1984 год заместителем редактора районной газеты «Пуналипп» в Йыгева и с 1984 по 1990 главным редактором журнала «Eesti Loodus» (Эстонская природа).
Антс Паю был одним из основателей Зеленого движения Эстонии в 1988 году. В 1990–1992 годах он был депутатом Эстонского Конгресса и Верховного Совета Эстонии, а в 1995 году – членом VIII Рийгикогу. С 1993 по 1999 год он состоял в Центристской партии, а с 2000 года —— в Союзе "Отечество" и Res Publica. С 2000 по 2001 год Паю был мэром Йыгева, а с 2004 по 2005 год председателем Йыгеваской городской думы.
В 1992 году участвовал в поездке  президента Эстонии  Э. Сависаара в места ссылки эстонцев в Севрдловской области. В последующем как уполномоченный представитель МИД Эстонии по работе с архивами Свердловской области.
Паю был членом Клуба 20 августа.
Паю умер в 2011 году в возрасте 66 лет и похоронен на кладбище Пылтсамаа.

## Награды и заслуги
- 2001 — Орден Белой Звезды V степени[10].
- 2003 — Орден Государственного Герба III степени[10].
- Польская золотая медаль за заслуги
- 2004 — Звание "Передовик года в Йыгевамаа" (Jõgevamaa aasta tegija)
- 2006 — Почетный гражданин города Пылтсамаа.
- 2007 — Серебряный крест Йыгевамаа (за достижения и вклад в развитие округа)
- 2009 — Почетный гражданин Йыгева.

## Признание
- В 2018 году в парке Сыпрусе в Йыгева были открыты мемориал и скамья, созданные Тауно Кангро в честь Паю. Паю основал этот парк в 1973 году[6].
- Валентин Куик снял об Антсе Паю фильм «Kümme isamaa kõnet» (Десять патриотических речей).

## Рекомендуемые источники
- Паю, Антс. Планктон для вечности: [Беседа с депутатом Верховного Совета Эстонской Республики А. Паю /Записала Э. Кекелидзе] // СЭ.- 1991.- 3 мая. 7316